# Center, Texas
Center là một thành phố thuộc quận Shelby, tiểu bang Texas, Hoa Kỳ. Năm 2010, dân số của xã này là 5193 người.

## Dân số
- Dân số năm 2000: 5678 người.
- Dân số năm 2010: 5193 người.